# Lynn Bari
Lynn Bari (Roanake, Virginia; 18 de diciembre de 1913-California; 20 de noviembre de 1989) fue una actriz estadounidense, especializada en interpretar a mujeres sensuales y asesinas de hombres en unas 150 películas de 20th Century Fox; estuvo activa durante las décadas de 1930 y 1940.
Entre sus películas destaca Sun Valley Serenade (1941), en la que actúa junto a la Glenn Miller Orchestra e interpreta la canción Moonlight Serenade.

## Galería

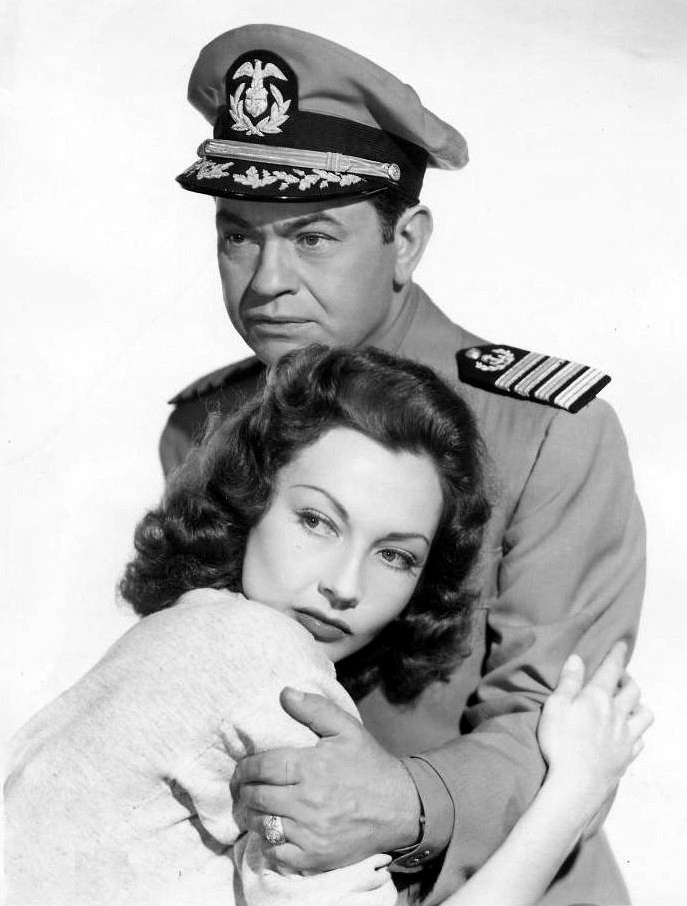
Junto a Edward G. Robinson en Tampico
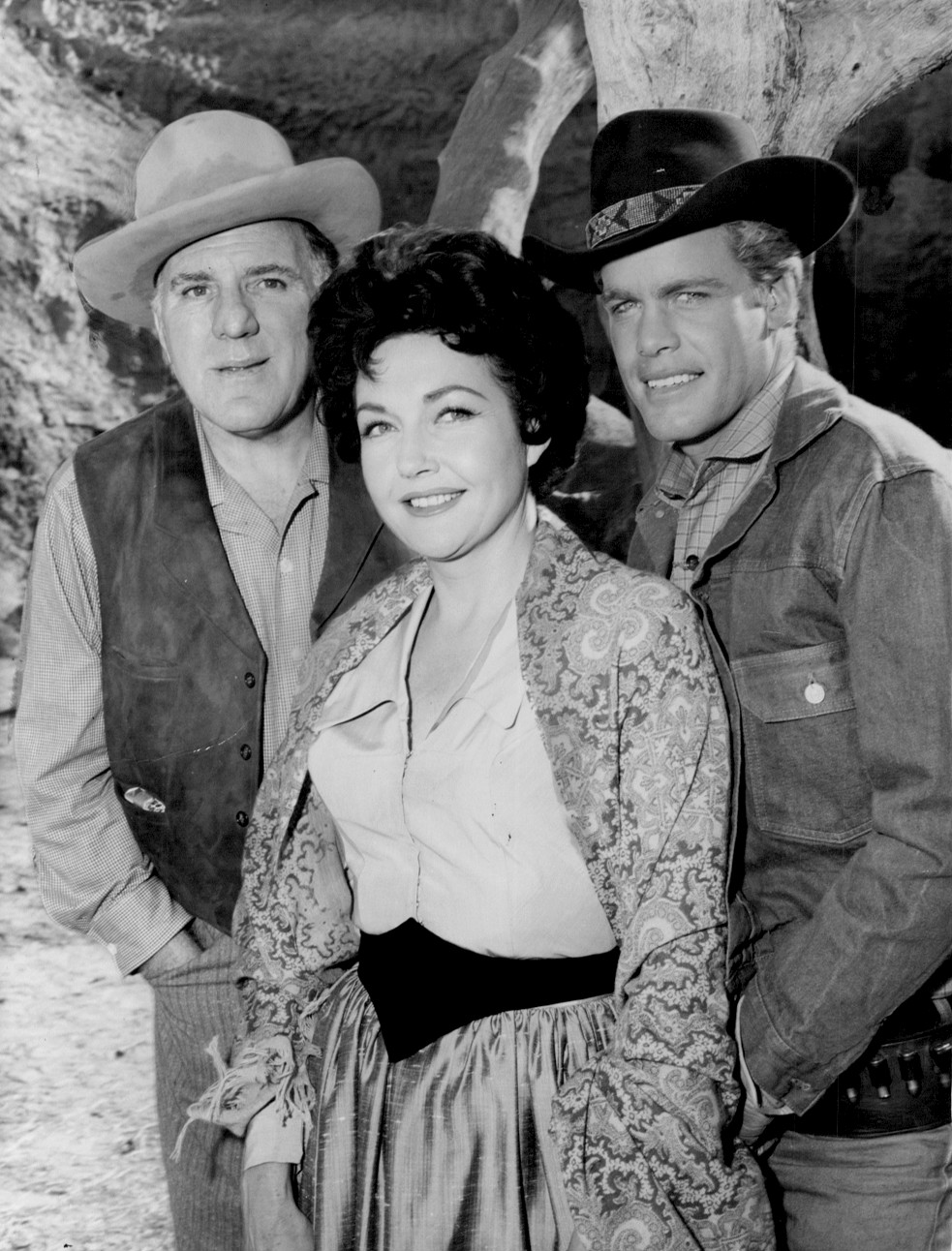
En 1960
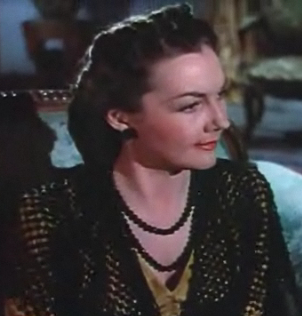